# Cartum (distrito)
Cartum é um dos sete distritos do estado de Al-Chartum, no Sudão. É neste distrito que se situa capital do estado e do país, Cartum.